# Coupe d'Italie de football 2006-2007
Navigation
Coupe d'Italie 2005-2006 Coupe d'Italie 2007-2008
La Coupe d'Italie de football 2006-2007 est la 60e édition de la Coupe d'Italie. La compétition commence le 19 août 2006 et elle se termine le 17 mai 2007, date de la finale retour. Le club vainqueur de la Coupe est qualifié d'office pour la Coupe UEFA 2007-2008 hormis s'il gagne le droit de disputer la Ligue des champions.
La finale oppose l'AS Rome à l'Inter Milan et le club de la capitale gagne par 7-4, score cumulé aller-retour.

## Déroulement de la compétition

### Participants

#### Serie A (D1)
Les 20 clubs de Serie A sont engagés en Coupe d'Italie.

#### Serie B (D2)
Les 22 clubs de Serie B sont engagés en Coupe d'Italie.

#### Serie C1 (D3)
20 des 36 clubs de Serie C1 sont engagés en Coupe d'Italie.

#### Serie C2 (D4)
8 des 54 clubs de Serie C2 sont engagés en Coupe d'Italie.

#### Serie D (D5)
2 des 162 clubs de Serie D sont engagés en Coupe d'Italie.

### Calendrier
| Phase              | Tour           | Aller                | Retour                             |
| ------------------ | -------------- | -------------------- | ---------------------------------- |
| Phase préliminaire | 1er tour       | 19 - 20 août 2006    | -                                  |
| Phase préliminaire | 2e tour        | 23 - 24 août 2006    | -                                  |
| Phase préliminaire | 3e tour        | 27 août 2006         | -                                  |
| Phase finale       | 1/8e de finale | 8 - 9 novembre 2006  | 28 - 30 novembre - 6 décembre 2006 |
| Phase finale       | 1/4 de finale  | 10 janvier 2007      | 17 - 18 janvier 2007               |
| Phase finale       | 1/2 finales    | 24 - 25 janvier 2007 | 31 janvier - 1er février 2007      |
| Phase finale       | Finale         | 9 mai 2007           | 17 mai 2007                        |

## Résultats

### Premier tour
| Division      | Club                    | Score               | Club                | Division      |
| ------------- | ----------------------- | ------------------- | ------------------- | ------------- |
| Serie C2 (D4) | AC Sansovino            | 0 - 1               | FC Messine Peloro   | Serie A (D1)  |
| Serie C1 (D3) | US Grosseto FC          | 3 - 4               | Plaisance FC        | Serie B (D2)  |
| Serie A (D1)  | SS Lazio                | 4 - 0               | Rende Calcio        | Serie C2 (D4) |
| Serie C1 (D3) | AC Monza Brianza 1912   | 1 - 0               | AS Bari             | Serie B (D2)  |
| Serie C1 (D3) | Novare Calcio           | 1 - 2               | AC Mantoue          | Serie B (D2)  |
| Serie B (D2)  | Modène FC               | 3 - 0               | Teramo Calcio       | Serie C1 (D3) |
| Serie A (D1)  | ACF Fiorentina          | 3 - 0               | AS Giarre Calcio    | Serie D (D5)  |
| Serie B (D2)  | Genoa CFC               | 3 - 2               | Spezia Calcio 1906  | Serie B (D2)  |
| Serie C1 (D3) | SS Cavese 1919          | 2 - 1               | US Lecce            | Serie B (D2)  |
| Serie C1 (D3) | AS Cittadella           | 1 - 2 a.p.          | Bologne FC 1909     | Serie B (D2)  |
| Serie C2 (D4) | Bénévent Calcio         | 0 - 2               | US Sampdoria        | Serie A (D1)  |
| Serie C1 (D3) | Ternana Calcio          | 0 - 2               | Rimini Calcio FC    | Serie B (D2)  |
| Serie C1 (D3) | US Ivrée                | 0 - 3               | Torino FC           | Serie A (D1)  |
| Serie C1 (D3) | AC Sangiovannese        | 1 - 3               | FC Crotone          | Serie B (D2)  |
| Serie C2 (D4) | FC Pro Vasto            | 1 - 3 a.p.          | Reggina Calcio      | Serie A (D1)  |
| Serie C1 (D3) | US Cremonese            | 1 - 0               | Vicence Calcio      | Serie B (D2)  |
| Serie C1 (D3) | Tarente Sport           | 2 - 0               | Calcio Catane       | Serie A (D1)  |
| Serie C1 (D3) | Salernitana Calcio 1919 | 2 - 3               | Brescia Calcio      | Serie B (D2)  |
| Serie C2 (D4) | AC Coni 1905            | 0 - 1               | Cagliari Calcio     | Serie A (D1)  |
| Serie C1 (D3) | Gallipoli Calcio        | 0 - 1               | Hellas Vérone FC    | Serie B (D2)  |
| Serie C1 (D3) | SSC Venise              | 1 - 0               | Trévise FBC         | Serie B (D2)  |
| Serie C1 (D3) | Pérouse Calcio          | 0 - 0 a.p., 3-4 tab | AC Arezzo           | Serie B (D2)  |
| Serie C2 (D4) | AS Melfi                | 0 - 4               | Udinese Calcio      | Serie A (D1)  |
| Serie C1 (D3) | US Avellino             | 1 - 2 a.p.          | UC AlbinoLeffe      | Serie B (D2)  |
| Serie C1 (D3) | AC Martina 1947         | 0 - 3               | Juventus FC         | Serie B (D2)  |
| Serie C1 (D3) | AS Lucchese Libertas    | 0 - 1 a.p.          | AC Cesena           | Serie B (D2)  |
| Serie D (D5)  | AS Cervia 1920          | 0 - 6               | Ascoli Calcio 1898  | Serie A (D1)  |
| Serie B (D2)  | SSC Naples              | 3 - 1               | Frosinone Calcio    | Serie B (D2)  |
| Serie C1 (D3) | US Sassuolo Calcio      | 0 - 3               | Atalanta BC         | Serie A (D1)  |
| Serie C1 (D3) | AC Pavie                | 0 - 4               | Pescara Calcio      | Serie B (D2)  |
| Serie C2 (D4) | AC Carpenedolo          | 1 - 2 a.p.          | AC Sienne           | Serie A (D1)  |
| Serie C2 (D4) | US Sanremese Calcio     | 0 - 1 a.p.          | US Triestina Calcio | Serie B (D2)  |

### Deuxième tour
| Division      | Club                  | Score               | Club               | Division     |
| ------------- | --------------------- | ------------------- | ------------------ | ------------ |
| Serie A (D1)  | FC Messine Peloro     | 2 - 0               | Plaisance FC       | Serie B (D2) |
| Serie C1 (D3) | AC Monza Brianza 1912 | 1 - 1 a.p., 3-4 tab | SS Lazio           | Serie A (D1) |
| Serie B (D2)  | Modène FC             | 1 - 1 a.p., 5-4 tab | AC Mantoue         | Serie B (D2) |
| Serie B (D2)  | Genoa CFC             | 1 - 0               | ACF Fiorentina     | Serie A (D1) |
| Serie C1 (D3) | SS Cavese 1919        | 0 - 2               | Bologne FC 1909    | Serie B (D2) |
| Serie B (D2)  | Rimini Calcio FC      | 1 - 2               | UC Sampdoria       | Serie A (D1) |
| Serie B (D2)  | FC Crotone            | 2 - 1               | Torino FC          | Serie A (D1) |
| Serie C1 (D3) | US Cremonese          | 0 - 1               | Reggina Calcio     | Serie A (D1) |
| Serie C1 (D3) | Tarente Sport         | 0 - 1               | Brescia Calcio     | Serie B (D2) |
| Serie B (D2)  | Hellas Vérone FC      | 1 - 2               | Cagliari Calcio    | Serie A (D1) |
| Serie C1 (D3) | SSC Venise            | 0 - 1 a.p.          | AC Arezzo          | Serie B (D2) |
| Serie B (D2)  | UC AlbinoLeffe        | 1 - 2 a.p.          | Udinese Calcio     | Serie A (D1) |
| Serie B (D2)  | AC Cesena             | 1 - 2               | Juventus FC        | Serie B (D2) |
| Serie B (D2)  | SSC Naples            | 1 - 0 a.p.          | Ascoli Calcio 1898 | Serie A (D1) |
| Serie B (D2)  | Pescara Calcio        | 0 - 3               | Atalanta BC        | Serie A (D1) |
| Serie B (D2)  | US Triestina Calcio   | 2 - 1               | AC Sienne          | Serie A (D1) |

### Troisième tour
| Division     | Club                | Score               | Club            | Division     |
| ------------ | ------------------- | ------------------- | --------------- | ------------ |
| Serie A (D1) | FC Messine Peloro   | 4 - 3 a.p.          | SS Lazio        | Serie A (D1) |
| Serie B (D2) | Genoa CFC           | 3 - 1 a.p.          | Modène FC       | Serie B (D2) |
| Serie B (D2) | Bologne FC 1909     | 2 - 3               | UC Sampdoria    | Serie A (D1) |
| Serie B (D2) | FC Crotone          | 0 - 1 a.p.          | Reggina Calcio  | Serie A (D1) |
| Serie B (D2) | Brescia Calcio      | 1 - 0 a.p.          | Cagliari Calcio | Serie A (D1) |
| Serie B (D2) | AC Arezzo           | 1 - 1 a.p., 7-6 tab | Udinese Calcio  | Serie A (D1) |
| Serie B (D2) | SSC Naples          | 3 - 3 a.p., 8-7 tab | Juventus FC     | Serie B (D2) |
| Serie B (D2) | US Triestina Calcio | 3 - 2 a.p.          | Atalanta BC     | Serie A (D1) |

### Huitièmes de finale
| Division     | Club                | Aller | Total | Retour | Club                    | Division     |
| ------------ | ------------------- | ----- | ----- | ------ | ----------------------- | ------------ |
| Serie A (D1) | FC Messine Peloro   | 0 - 1 | 0 - 5 | 0 - 4  | FC Internazionale Milan | Serie A (D1) |
| Serie A (D1) | Empoli FC           | 1 - 0 | 2 - 0 | 1 - 0  | Genoa CFC               | Serie B (D2) |
| Serie A (D1) | UC Sampdoria        | 1 - 0 | 4 - 2 | 3 - 2  | US Città di Palerme     | Serie A (D1) |
| Serie A (D1) | Reggina Calcio      | 2 - 2 | 3 - 3 | 1 - 1  | AC Chievo Vérone        | Serie A (D1) |
| Serie A (D1) | AC Milan            | 4 - 2 | 6 - 3 | 2 - 1  | Brescia Calcio          | Serie B (D2) |
| Serie B (D2) | AC Arezzo           | 2 - 1 | 3 - 2 | 1 - 1  | AS Livourne Calcio      | Serie A (D1) |
| Serie B (D2) | SSC Naples          | 1 - 0 | 2 - 3 | 1 - 3  | Parme FC                | Serie A (D1) |
| Serie B (D2) | US Triestina Calcio | 1 - 2 | 1 - 4 | 0 - 2  | AS Rome                 | Serie A (D1) |

### Quarts de finale
| Division     | Club         | Aller | Total | Retour | Club                    | Division     |
| ------------ | ------------ | ----- | ----- | ------ | ----------------------- | ------------ |
| Serie A (D1) | Empoli FC    | 0 - 2 | 0 - 4 | 0 - 2  | FC Internazionale Milan | Serie A (D1) |
| Serie A (D1) | UC Sampdoria | 1 - 0 | 3 - 1 | 2 - 1  | AC Chievo Vérone        | Serie A (D1) |
| Serie A (D1) | AS Rome      | 2 - 1 | 4 - 3 | 2 - 2  | Parme FC                | Serie A (D1) |
| Serie A (D1) | AC Milan     | 2 - 0 | 2 - 1 | 0 - 1  | AC Arezzo               | Serie B (D2) |

### Demi-finales
| Division     | Club         | Aller | Total | Retour | Club                    | Division     |
| ------------ | ------------ | ----- | ----- | ------ | ----------------------- | ------------ |
| Serie A (D1) | UC Sampdoria | 0 - 3 | 0 - 3 | 0 - 0  | FC Internazionale Milan | Serie A (D1) |
| Serie A (D1) | AC Milan     | 2 - 2 | 3 - 5 | 1 - 3  | AS Rome                 | Serie A (D1) |

### Finale
| Division     | Club    | Aller | Total | Retour | Club                    | Division     |
| ------------ | ------- | ----- | ----- | ------ | ----------------------- | ------------ |
| Serie A (D1) | AS Rome | 6 - 2 | 7 - 4 | 1 - 2  | FC Internazionale Milan | Serie A (D1) |